# Walbourg
Walbourg é uma comuna francesa na região administrativa de Grande Leste, no departamento Baixo Reno. Estende-se por uma área de 5,32 km². Em 2010 a comuna tinha 1 205 habitantes (densidade: 226,5 hab./km²).